# Лучицкий, Иван Васильевич
Ива́н Васи́льевич Лучи́цкий (2 [14] июня 1845, Каменец-Подольский — 22 августа 1918, Коврай) — русский историк-медиевист, заслуженный профессор Киевского университета; политик, член государственной думы России III созыва (1907—1912). Член-корреспондент Петербургской АН (избран 13 декабря 1908 года).

## Биография
Родился 2 (14) июня 1845 года в Каменце-Подольском в семье, происходившей из острожских и рязанских дворян. Его отец Василий Иванович Лучицкий (1811—1885) в 1831 году окончил Волынскую духовную семинарию, а в 1835 году — Киевскую духовную академию; работал преподавателем древних языков Подольской духовной семинарии; в 1857—1862 годах преподавал логику и русскую словесность в Каменец-Подольской мужской гимназии.
Получив первоначальное домашнее образование, в 1857—1861 годах Иван Лучицкий учился в Каменец-Подольской мужской гимназии. Поступил сразу в третий класс. По его воспоминаниям, любимым предметом была математика:

Я ещё с пятого класса мечтал стать математиком и поступить на математический факультет, исключительно стал её изучать, проникся её методами, и эти занятия оставили отпечаток на моей личности: стремление к точности и к полноте.
Строгие порядки, царившие в гимназии, вызвали нервную болезнь у впечатлительного мальчика. Атмосфера, в которой проходило детство, повлияла на характер и этические взгляды будущего историка. Всякого рода угнетение стало для него неприемлемым.
Светлым лучом в детских воспоминаниях Лучицкого стал визит в Каменец-Подольскую гимназию попечителя Киевского учебного округа Николая Пирогова. Об этом визите осенью 1859 года историк и много лет спустя вспоминал не без волнения. До приезда Пирогова гимназисты, по словам Лучицкого, представляли высшее начальство в лице чиновника, который приходил в класс раз или два в год, кричал, называл учеников дураками, размахивал палкой и, надолго приведя в ужас, шёл прочь. Пирогов же вошёл в класс в поношенном камзоле, подошёл к ученикам, сел у Лучицкого и стал просто и ласково разговаривать с гимназистами, расспрашивать их. Ребята оживились и впоследствии наперегонки отвечали посетителю, а когда урок закончился, вместе окружили Пирогова, ловя его слова и добрый взгляд. «Для меня стало ясно, каким должен быть педагог», — писал впоследствии Лучицкий.
В конце 1861 года Иван Лучицкий перешёл в седьмой класс Первой киевской гимназии, где закончилось его увлечение математикой. Прочитанные им книги Франсуа Гизо «История цивилизации в Европе» и Фридриха Шлоссера «История XVIII века», поразили чёткостью мысли, неприятием фанатизма. Особенно сильное влияние на формирование исторических взглядов Лучицкого имело исследование Шлоссера, которое укрепило у него ненависть к любому насилию. Так история победила математику.
В 1862 году Лучицкий стал студентом историко-филологического факультета Киевского университета. Именно тогда произошло формирование будущего историка благодаря собственной тяги к знаниям, самообразованию, владению иностранными языками. На годы учёбы в университете приходилось и формирование научного мировоззрения и теоретико-методологических подходов к осмыслению исторических фактов, чему способствовало увлечение позитивистской философией Огюста Конта. Эта теория определила ориентацию поисков и предпочтений Лучицкого в исторической науке. По окончании университетского курса в 1866 году он был оставлен для подготовки к профессорскому званию. В 1869—1871 годах был учителем русского языка и словесности в Подольском филиале Фундуклеевской женской гимназии, преподавал также историю и географию. Ещё он преподавал историю во Втором коммерческом училище.
В 1870 году защитил в Казанском университете магистерскую диссертацию и в 1871 году был утвеждён магистром и приват-доцентом Киевского университета по кафедре всеобщей истории. В 1872—1875 годах находился в научной командировке за границей во Франции, Италии и Германии, занимался изучением архивного материала по истории Франции в XVI века (в последующие годы также почти ежегодно он ездил во Францию, иногда в Испанию, для работы в архивах); в 1874 году утверждён доцентом Киевского университета
В 1877 году защитил в Санкт-Петербурге докторскую диссертацию и стал экстраординарным профессором истории Киевского университета; с 1888 года — ординарный профессор; с 1899 года — заслуженный профессор Киевского университета. В 1879—1889 и в 1904—1905 годах преподавал на Киевских Высших женских курсах.
С 1 января 1903 года — действительный статский советник; был награждён орденами Св. Анны 3-й степени (1889) и Св. Станислава 2-й степени (1896).
Состоял гласным Киевской городской думы. Имел 400 десятин земли и был земским гласным в Полтавской губернии и почётным мировым судьёй Золотоношского уезда.
В 1872 году в Киеве стал одним из учредителей исторического общества «Нестора-летописца». Был активным участником Киевского литературно-артистического общества (КЛАО).
В 1895 году сотрудничал в газете «Киевское слово». В 1901 году принял участие в организации в Париже Российской высшей школы общественных наук для студентов, изгнанных из университетов России за политическую деятельность, и в 1901 и 1903 годы читал лекции слушателям этой школы. С конца 1904 года начал издавать и редактировать газету «Киевские отклики», а в 1905 году — газету «Свобода и Право». Участвовал в земских съездах и был членом бюро Академического союза, участвовал в основании Конституционно-демократической партии, в которой был членом Центрального и Киевского комитета; работал в обществе автономистов-федералистов. В 1907 году избран в члены III Государственной думы, член бюро фракции кадетов. После избрания в Думу переселился в Петербург и с 1908 года преподавал на Высших женских курсах, в Психоневрологическом институте и на Курсах Лесгафта.
Состоял членом-корреспондентом Историко-филологического отделения Академии наук. Пользовался известностью как историк не только в России, но и за границей, особенно во Франции, благодаря изданным им на французском языке работам и документам. В декабре 1909 года отмечен Академией наук золотой медалью за лучшие научные труды имени Н. Н. Ахматова. В 1913 году был избран почётным членом Санкт-Петербургского университета. В 1910 году за разработку проблем истории аграрных отношений в эпоху средневековья в Англии удостоился звания почётного доктора университета Глазго. В 1913 году Французская академия моральных и политических наук (Acadmie des sciences morales et politiques) присудила ему премию Одифре (Audiffred).
Студент Киевского университета св. Владимира, будущий председатель Украинской Центральной Рады Михаил Грушевский всеобщую историю изучал у профессора Лучицкого, а отечественную — у профессора Антоновича.
Один из организаторов Украинской Федеративно-Демократической Партии (1917).
Умер в Киеве 22 августа 1918 года.

### Научная деятельность
В 1870 году Лучицкий защитил диссертацию pro venia legendi («Буржуазия и феодальная аристократия на юге Франции в 1572 г.»). Получив степень магистра всеобщей истории за диссертацию «Кальвинисты и феодальная аристократия во Франции» (1871), он более двух лет работал во Франции, Италии и Германии над собиранием архивного материала, результатом чего была его докторская диссертация: «Католическая лига и кальвинисты во Франции» (1877). В своих работах, посвящённых истории французских Религиозных войн XVI века, которые базируются на огромном архивном материале, Лучицкий стремился вскрыть социально-политический смысл этих войн. Он показал, что за религиозной оболочкой скрывалась борьба сословий и классов, что истинные устремления кальвинистской аристократии были направлены на возвращение феодальных вольностей. Лучицкий первым отметил массовые крестьянские движения периода Религиозных войн (хотя и не вскрыл во всей глубине их причин).
В первой половине 1870-х годов Лучицкий делал серьёзные попытки исторического теоретизирования. Его работы в этой области были настолько интересными, что на них обратил внимание Карл Маркс. Лучицкий намеревался написать специальную монографию по философии истории, объявил об этом в прессе, но обещания не выполнил, поскольку увлекся конкретными историческими исследованиями.
Входил, наряду с Н. И. Кареевым, М. М. Ковалевским и П. Г. Виноградовым, в знаменитую в своё время «Русскую школу» («Ecole russe») историков и социологов, которую высоко ценили К. Маркс и Ф. Энгельс. Последний отмечал, что ей свойственны «и критическая мысль и самоотверженные искания в области чистой теории», что она «стоит бесконечно выше всего того, что создано в этом отношении в Германии и Франции официальной исторической наукой». Но впоследствии в советской критике её несправедливо критиковали за «субъективно-психологический подход» к анализу общества.
С конца 1870-х годов он сосредоточил свои исследования на экономической истории, особенно землевладения и крестьянства. В 1878 году им начата, но осталась неоконченной «История крестьянской реформы в Западной Европе» («Киевские Универсальные Известия»); за нею последовал ряд журнальных статей по истории крестьян в разных странах. В 1883 году, в виде дополнения к переводу «Истории нового времени» Зеворта, появились его «очерки экономических отношений в Западной Европе с XVI века». Он написал ряд работ по общинному землевладению в Малороссии, доказав в них, что общинный принцип не чужд и малорусскому народу. Поездка в 1882 году в Испанию дала Лучицкому возможность изучить по архивным данным историю пиренейской общины. В последние годы XIX века Лучицкий предпринял исследование вопроса о французском крестьянском землевладении и о продаже национальных имуществ в эпоху революции, собрав для этого во французских архивах ценные материалы и напечатав целый ряд работ, многие из которых явились во французских переводах или переделках (см. «Киевские Универсальные Известия» за 1894—1896 и другие года, «Новое Слово» за 1896 г., «Русское Богатство» за 1893 и другие года). Тем же темам посвящены книги Лучицкого: «Крестьянское землевладение во Франции накануне революции, преимущественно в Лимузене» (1900; французский перевод 1912); «Состояние земледельческих классов во Франции накануне революции и аграрная реформа 1789—1793 годов» (1912; первая половина по-французски, 1911); «Quelques remarques sur la vente des biens nationaux» (1913; по-русски в «Русском Богатстве» 1912). В трудах, посвященных аграрному вопросу и истории крестьянства Франции накануне и в период Великой французской революции Лучицкий утверждал, будто уже перед революцией большинство крестьян были собственниками всей земли; он ошибочно включал в разряд «действительной собственности» французского крестьянина цензиву, недооценивая связанные с ней феодальные повинности. Вместе с тем Лучицкий подчёркивал, что во 2-й половине XVIII века феодальная эксплуатация крестьян усиливалась: увеличивались сеньориальные поборы, росла арендная плата за землю. Однако Лучицкий не отметил расслоения крестьянства, связанного с мануфактурной стадией капитализма.
В исследовательской методике Лучицкий широко использовал историко-сравнительный метод, в тесной связи с которым были ретроспективный метод и метод переживаний. С конца 1870-х годов, имея в своем арсенале экономические методы исследования, Лучицкий первым стал применять статистический метод в исторических исследованиях. С этим методом историк связывал существенные успехи исторической науки, особенно в изучении экономической истории Западной Европы.

## Семья
Жена — Мария Викторовна, урождённая Требинская (1852—1924), переводчица. В семье было 2 сына и дочь:
- Сын — Лучицкий, Владимир Иванович (1877—1949), крупный советский ученый, геолог и петрограф, академик АН УССР (1945)
  - Внук — Лучицкий, Игорь Владимирович (1912—1983) — советский ученый-геолог, член-корреспондент АН СССР (1968).
    - Правнучка — Лучицкая Светлана Игоревна (1960 г. р.), российский историк-медиевист[15], доктор исторических наук, ведущий научный сотрудник ИВИ РАН.
- Сын — Лучицкий, Николай Иванович (? — ?).
  - Внучка — Елена Николаевна, кандидат биологических наук, жила в Киеве.
- Дочь — Лучицкая, Ольга Ивановна (? — ?), переводчица, библиотечный работник. С 1930-х годов жила в Москве.
  - Внук — Лев Леонтьевич, инженер.
  - Внучка — Вера Леонтьевна, переводчик, участвовала в составе советской делегации в Нюрнбергском процессе.
  - Внучка — Нина Леонтьевна, умерла в детстве.